# Landkreis Schwandorf
Der Landkreis Schwandorf liegt im Regierungsbezirk Oberpfalz in Ostbayern.

## Geografie

### Lage

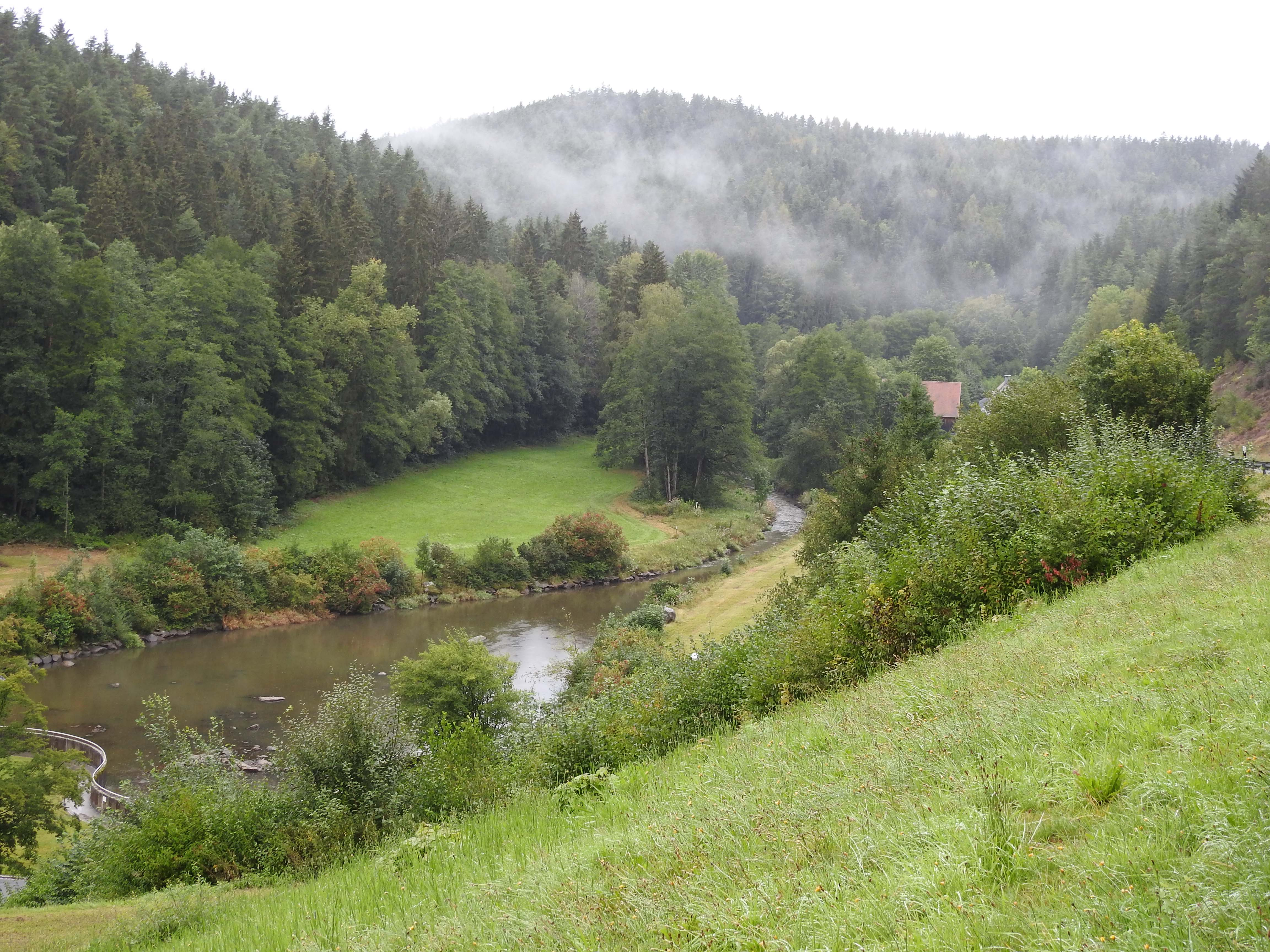
Die Schwarzach am Eixendorfer See

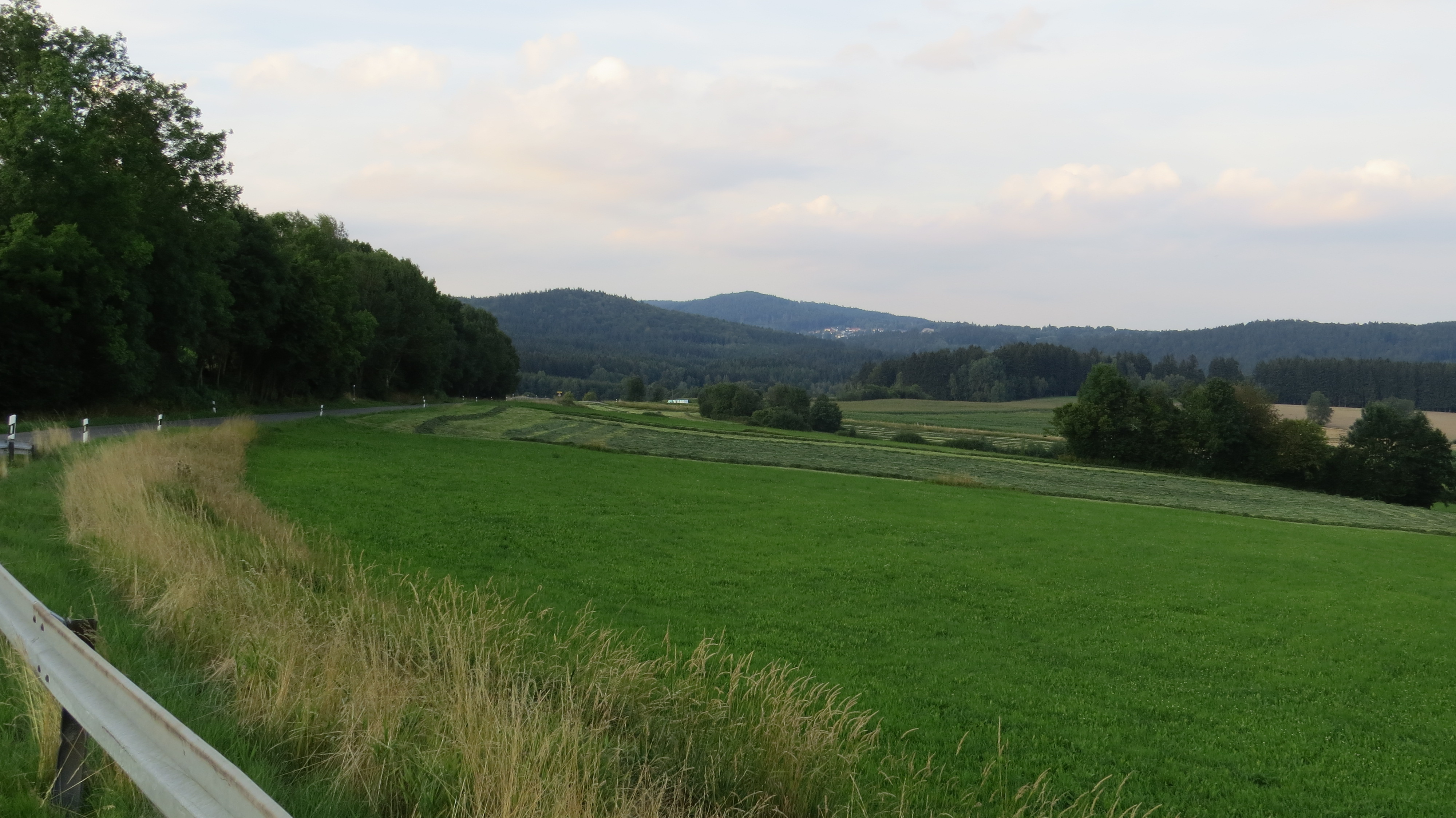
Oberpfälzer Wald bei Weiding

Das Kreisgebiet gliedert sich in vier Naturräume. Der Norden und Osten gehört zum Oberpfälzer Wald, wo sich mit dem Weingartnerfels (896 Meter) die höchste Erhebung des Landkreises befindet, der Süden zum Oberpfälzer Hügelland. Im Südosten ragen die Ausläufer des Bayerischen Waldes ins Kreisgebiet, im Südwesten Ausläufer der mittleren Fränkischen Alb bzw. des Oberpfälzer Jura. Von Nord nach Süd fließt die Naab (ein linker Donauzufluss) etwa 40 km durch das Kreisgebiet. Sie nimmt östlich von Schwarzenfeld die nach West fließende Schwarzach auf. Im äußersten Südosten streift der Fluss Regen auf wenigen Kilometern das Kreisgebiet.

### Nachbarkreise
Der Landkreis grenzt gegen den Uhrzeigersinn im Norden beginnend an die Landkreise Neustadt an der Waldnaab, Amberg-Sulzbach, Neumarkt in der Oberpfalz, Regensburg und Cham. Im Nordosten grenzt er an die tschechische Region Pilsen.

## Geschichte

### Landgerichte
1803 wurden im heutigen Kreisgebiet die Landgerichte Burglengenfeld, Nabburg und Neunburg vorm Wald errichtet. Sie gehörten zum Regenkreis, der 1838 in Oberpfalz und Regensburg (später nur noch Oberpfalz) umbenannt wurde. 1840 wurde in Oberviechtach ein weiteres Landgericht gebildet.

### Bezirksämter
Im Jahr 1862 entstand aus den Landgerichten Burglengenfeld und Schwandorf das Bezirksamt Burglengenfeld, wobei das Landgericht Schwandorf aus 19 Gemeinden des Landgerichts Burglengenfeld neu geschaffen wurde. Ferner wurden das Bezirksamt Nabburg aus dem gleichnamigen Landgericht und das Bezirksamt Neunburg vorm Wald aus den Landgerichten Neunburg vorm Wald und Oberviechtach gebildet. 1900 wurde für den Bereich Oberviechtach ein eigenes Bezirksamt errichtet. Im Jahr 1920 wurde Schwandorf eine kreisunmittelbare Stadt und schied aus dem Bezirksamt Burglengenfeld aus. 1926 wurde das Bezirksamt Nabburg geringfügig verändert, indem drei Gemeinden vom Bezirksamt Vohenstrauß eingegliedert wurden, jedoch gab das Bezirksamt Nabburg auch an das Bezirksamt Amberg ab.

### Landkreise
Am 1. Januar 1939 wurde wie sonst überall im Deutschen Reich die Bezeichnung Landkreis eingeführt. So wurden aus den Bezirksämtern die Landkreise Burglengenfeld, Nabburg, Neunburg vorm Wald und Oberviechtach.
1940 wurde Schwandorf in den Landkreis Burglengenfeld eingegliedert, doch wurde dies 1948 wieder rückgängig gemacht.

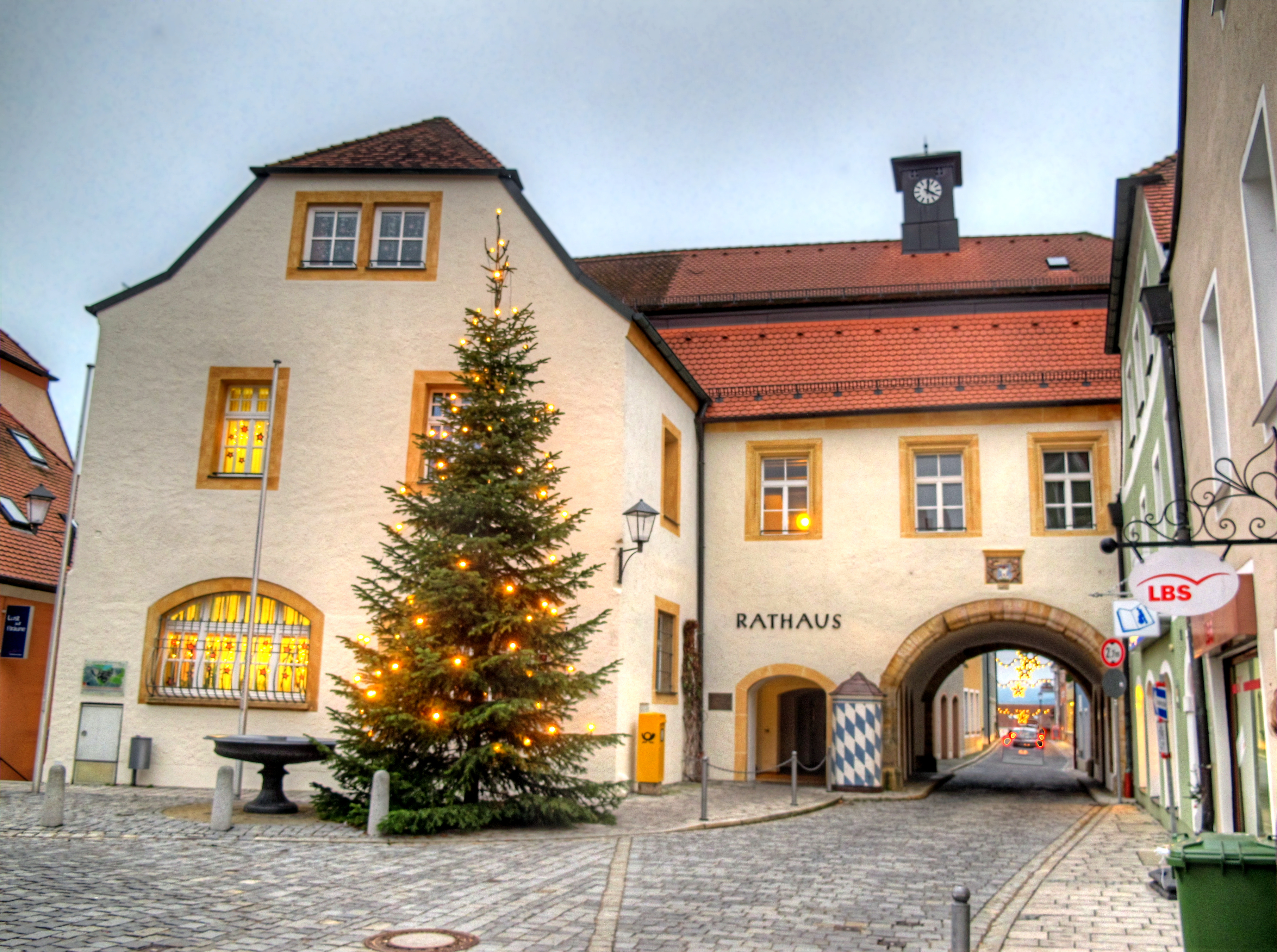
Neunburg vorm Wald

### Landkreis Schwandorf
Im Rahmen der Gebietsreform in Bayern wurde am 1. Juli 1972 ein neuer Landkreis gebildet, dessen Kreissitz die Stadt Schwandorf in Bayern wurde. Zu seinen Bestandteilen wurden
- die bis dahin kreisfreie Stadt Schwandorf in Bayern, die für den Verlust der Kreisfreiheit den Status einer Großen Kreisstadt erhielt
- alle Gemeinden des aufgelösten Landkreises Burglengenfeld mit Ausnahme von neun Gemeinden, die zu den Landkreisen Amberg-Sulzbach bzw. Regensburg kamen
- alle Gemeinden des aufgelösten Landkreises Nabburg mit Ausnahme der Gemeinde Kemnath am Buchberg, die zum Landkreis Amberg-Sulzbach kam
- alle Gemeinden des aufgelösten Landkreises Neunburg vorm Wald mit Ausnahme der Gemeinden Großenzenried, Hillstett und Pillmersried, die zum Landkreis Cham kamen
- alle Gemeinden des aufgelösten Landkreises Oberviechtach mit Ausnahme der Gemeinden Altenschneeberg, Hannesried, Heinrichskirchen, Irlach und Schönau, die zum Landkreis Cham kamen
- die Gemeinde Wulkersdorf aus dem Landkreis Regensburg und
- die Stadt Nittenau sowie die Gemeinden Bleich, Bruck in der Oberpfalz, Fischbach und Kaspeltshub des aufgelösten Landkreises Roding.[3]

Am 1. Mai 1973 erhielt der Landkreis seinen heute noch gültigen Namen Landkreis Schwandorf ohne den Zusatz in Bayern, da die Kreisstadt mittlerweile auch den Zusatz abgelegt hatte.
Am 1. Januar 1974 wechselte die Gemeinde Wulkersdorf aus dem Landkreis Schwandorf zurück in den Landkreis Regensburg, wo sie nach Bernhardswald eingemeindet wurde. Am 1. Mai 1978 wechselte die Gemeinde Ponholz aus dem Landkreis Regensburg in den Landkreis Schwandorf und wurde nach Maxhütte-Haidhof eingemeindet.

### Einwohnerentwicklung
Von 1988 bis 2008 wuchs der Landkreis Schwandorf um über 12.000 Einwohner bzw. um rund neun Prozent. Von 2005 bis 2012 ging die Bevölkerungszahl leicht zurück; seither steigt sie wieder und hatte ihren vorherigen Höchststand von rd. 145.000 Einwohnern (2005) zum 31. Dezember 2015 erneut erreicht.
Zwischen 1988 und 2018 wuchs der Landkreis von 131.283 auf 147.189 um 15.906 Einwohner bzw. um 12,1 %.
Bei der Einwohnerentwicklung ist ein deutliches Südwest-/Nordostgefälle auszumachen, d. h. die höchsten Zuwächse liegen im Raum Burglengenfeld/Wackersdorf, die deutlichsten Verluste in Grenznähe im Raum Schönsee/Oberviechtach.
Die nachfolgenden Zahlen beziehen sich auf den Gebietsstand vom 25. Mai 1987:

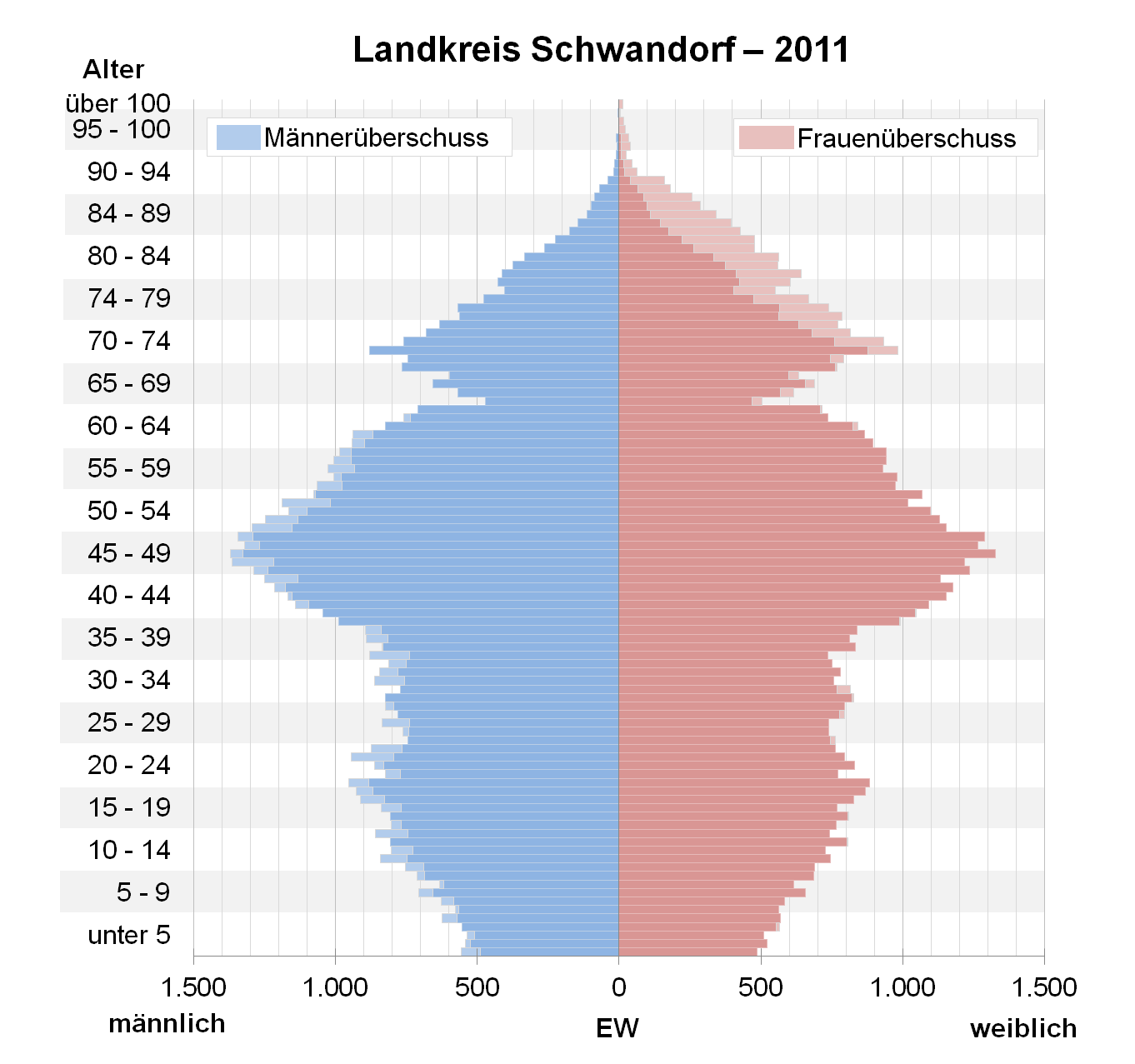
Bevölkerungspyramide für den Kreis Schwandorf (Datenquelle: Zensus 2011.)

Einwohnerentwicklung Landkreis Schwandorf von 1840 bis 2020

| Bevölkerungsentwicklung | Bevölkerungsentwicklung | Bevölkerungsentwicklung | Bevölkerungsentwicklung | Bevölkerungsentwicklung | Bevölkerungsentwicklung | Bevölkerungsentwicklung | Bevölkerungsentwicklung | Bevölkerungsentwicklung | Bevölkerungsentwicklung | Bevölkerungsentwicklung | Bevölkerungsentwicklung | Bevölkerungsentwicklung | Bevölkerungsentwicklung | Bevölkerungsentwicklung |
| ----------------------- | ----------------------- | ----------------------- | ----------------------- | ----------------------- | ----------------------- | ----------------------- | ----------------------- | ----------------------- | ----------------------- | ----------------------- | ----------------------- | ----------------------- | ----------------------- | ----------------------- |
| Jahr                    | 1840                    | 1900                    | 1939                    | 1950                    | 1961                    | 1970                    | 1987                    | 1991                    | 1995                    | 2000                    | 2005                    | 2010                    | 2015                    | 2020                    |
| Einwohner               | 65.017                  | 74.867                  | 89.966                  | 121.655                 | 123.489                 | 135.117                 | 131.260                 | 136.026                 | 139.887                 | 143.343                 | 144.748                 | 142.804                 | 144.864                 | 148.477                 |

## Politik

### Kreistag
Die Kommunalwahlen 2002, 2008, 2014 und 2020 führten zu den folgenden Sitzverteilungen im Kreistag:
| Kreistagswahl 2020Wahlbeteiligung: 63,4 % (+0,5 %) %403020100 38,216,514,08,15,75,03,83,42,71,61,0 CSUSPDFWGrüneAfDÖDPJWgCWGhJULinkeFDPGewinne und Verlusteim Vergleich zu 2014 %p 6 4 2 0 −2 −4 −6 −8−10−2,6−8,2+1,0+2,6+5,7−0,9−1,0+3,4+2,7+1,6+1,0CSUSPDFWGrüneAfDÖDPJWCWGJULinkeFDPAnmerkungen:g Junge Wählerh Christliche Wählergemeinschaft Schwandorf | Sitzverteilung im Kreistag Schwandorf seit 2020Insgesamt 60 Sitze - Linke: 1 - SPD: 10 - Grüne: 5 - ÖDP: 3 - JW: 2 - FDP: 1 - FW: 8 - CWG: 2 - CSU: 23 - JU: 2 - AfD: 3 |

| Parteien und Wählergemeinschaften | Parteien und Wählergemeinschaften                      | 2020   | 2020   | 2014   | 2014   | 2008   | 2008   | 2002   | 2002   | 1996   | 1996   |
| Parteien und Wählergemeinschaften | Parteien und Wählergemeinschaften                      | %      | Sitze  | %      | Sitze  | %      | Sitze  | %      | Sitze  | %      | Sitze  |
| --------------------------------- | ------------------------------------------------------ | ------ | ------ | ------ | ------ | ------ | ------ | ------ | ------ | ------ | ------ |
| CSU                               | Christlich-Soziale Union in Bayern                     | 38,2   | 23     | 40,8   | 24     | 42,1   | 26     | 43,0   | 27     | 40,9   | 25     |
| SPD                               | SPD Bayern                                             | 16,5   | 10     | 24,7   | 15     | 30,3   | 18     | 31,8   | 20     | 34,2   | 21     |
| FW                                | Freie Wähler Bayern                                    | 14,0   | 08     | 13,0   | 08     | 0–     | 0–     | 0–     | 0–     | 0–     | 0–     |
| Grüne                             | Grüne Bayern                                           | 8,1    | 05     | 5,5    | 03     | 5,5    | 03     | 3,7    | 02     | 3,9    | 02     |
| AfD                               | AfD Bayern                                             | 5,7    | 03     | 0–     | 0–     | 0–     | 0–     | 0–     | 0–     | 0–     | 0–     |
| ÖDP                               | Ökologisch-Demokratische Partei                        | 5,0    | 03     | 5,9    | 04     | 4,5    | 02     | 3,9    | 02     | 3,7    | 02     |
| JW                                | Junge Wähler                                           | 3,8    | 02     | 4,8    | 03     | 4,7    | 03     | 3,9    | 02     | 3,4    | 02     |
| CWG                               | Christliche Wählergemeinschaft Schwandorf              | 3,4    | 02     | 0–     | 0–     | 0–     | 0–     | 0–     | 0–     | 0–     | 0–     |
| JU                                | Junge Union                                            | 2,7    | 02     | 0–     | 0–     | 0–     | 0–     | 0–     | 0–     | 0–     | 0–     |
| Linke                             | Die Linke Bayern                                       | 1,6    | 01     | 0–     | 0–     | 0–     | 0–     | 0–     | 0–     | 0–     | 0–     |
| FDP                               | FDP Bayern                                             | 1,0    | 01     | 0–     | 0–     | 1,6    | 01     | 0–     | 0–     | 0–     | 0–     |
| BWG/UW                            | Burglengenfelder Wählergemeinschaft/Unabhängige Bürger | 0–     | 0–     | 3,0    | 02     | 0–     | 0–     | 0–     | 0–     | 0–     | 0–     |
| BNBB                              | Bürgerliste Nittenau-Bruck-Bodenwöhr                   | 0–     | 0–     | 2,3    | 01     | 0–     | 0–     | 0–     | 0–     | 0–     | 0–     |
| FWG                               | Freie Wählergemeinschaft                               | 0–     | 0–     | 0–     | 0–     | 11,3   | 07     | 11,3   | 07     | 11,2   | 07     |
| REP                               | Die Republikaner                                       | 0–     | 0–     | 0–     | 0–     | 0–     | 0–     | 0–     | 0–     | 1,7    | 01     |
| gesamt                            | gesamt                                                 | 100,0  | 60     | 100,0  | 60     | 100,0  | 60     | 97,6   | 60     | 99,0   | 60     |
| Wahlbeteiligung                   | Wahlbeteiligung                                        | 63,4 % | 63,4 % | 62,9 % | 62,9 % | 65,8 % | 65,8 % | 71,3 % | 71,3 % | 75,2 % | 75,2 % |

### Landräte
- 1. Juli 1972 bis 30. April 1996: Hans Schuierer (SPD)
- 1. Mai 1996 bis 30. April 2014:  Volker Liedtke (SPD)
- seit 1. Mai 2014: Thomas Ebeling (CSU)

Ebeling ist der erste Landrat des Landkreises Schwandorf seit 1972, der nicht der SPD angehört. Bei der Stichwahl 2014 war deren Kandidatin, die Bundestagsabgeordnete Marianne Schieder, Ebeling knapp unterlegen.

### Wappen
| Wappen des Landkreises Schwandorf | Blasonierung: „Gespalten von Schwarz und Silber, über einem gesenkten, von Silber und Blau gespaltenen schmalen Wellenbalken, dem ein von Gold und Schwarz gespaltenes Zahnrad unterlegt ist, vorne ein linksgewendeter, rot bewehrter und rot gekrönter goldener Löwe, hinten ein roter Zinnenturm.“ |
| Wappen des Landkreises Schwandorf | Wappenbegründung: Der Pfälzer Löwe versinnbildlicht die frühere Zugehörigkeit zur alten Kuroberpfalz, zum Fürstentum Pfalz-Neuburg und zu Bayern. Der Wellenbalken verweist auf die Naab und ihre östlichen Zuflüsse. Das Zahnrad symbolisiert die früher an den Flüssen florierenden Hammerwerke und die modernen Industriestandorte. Der Burgturm weist auf die vielen befestigten Orte und Burgen im Grenzland zu Böhmen hin. |

## Wirtschaft und Infrastruktur
Im Zukunftsatlas 2016 belegte der Landkreis Schwandorf Platz 179 von 402 Landkreisen, Kommunalverbänden und kreisfreien Städten in Deutschland und zählt damit zu den Regionen mit „ausgeglichenem Chancen-Risiko Mix“ für die Zukunft.

### Verkehr

#### Straße
Durch den Landkreis Schwandorf führt die Bundesautobahn 93 von Hof über Weiden nach Regensburg. Auch die wichtige Bundesstraße 85 (wegen der guten Ausbaustrecken zwischen Amberg und Cham auch in der Region Bayerwaldautobahn genannt) verläuft durch den Landkreis und verbindet Amberg mit Cham. Die Bundesstraßen 15, 16 und 22 führen ebenfalls durch den Landkreis. Auch die A 6, die Nürnberg mit Prag verbindet, verläuft durch den nördlichen Landkreis.

#### Schiene
In der Kreisstadt Schwandorf ist der – nach Regensburg – bedeutendste Eisenbahnknotenpunkt der Oberpfalz entstanden. Hier kreuzen zwei Hauptbahnen, die von der AG der Bayerischen Ostbahnen im vorigen Jahrhundert errichtet worden sind.
1859 führte zunächst eine Strecke von Regensburg über Schwandorf nach Amberg – Nürnberg. Von ihr zweigen ab:
- 1861 in Schwandorf eine Bahn nach Osten über Bodenwöhr nach Furth im Wald und
- 1863 in Irrenlohe die Bahn im Naabtal aufwärts über Nabburg nach Weiden.

Über dreißig Jahre später begannen die Bayerischen Staatseisenbahnen damit, das Streckennetz durch vier Lokalbahnen zu ergänzen:
- 1896 von Bodenwöhr Nord nach Neunburg vorm Wald und weiter 1915 bis Rötz
- 1899 von Maxhütte-Haidhof nach Burglengenfeld
  - (1869 soll schon ein Gleisanschluss zur Maxhütte bestanden haben)
- 1904 von Nabburg nach Oberviechtach, die 1913 bis Schönsee weitergeführt wurde, und
- 1907 von Bodenwöhr Nord nach Nittenau.

Auf diesen Nebenstrecken ist der Personenverkehr in den Jahren 1955–1976 eingestellt worden. Das ursprüngliche Streckennetz hat sich damit von 157 km um 68 km auf 89 km verringert, und zwar im Einzelnen:
- 1955: Bodenwöhr Nord – Bruck – Nittenau          11 km
- 1967: Maxhütte-Haidhof – Burglengenfeld           7 km
- 1969: Bodenwöhr Nord – Neunburg vorm Wald – Rötz 24 km
- 1976: Nabburg – Oberviechtach – Lind – Schönsee  46 km

Der Bahnhof Schwandorf ist heute der Knotenpunkt für Regionalbahnen, die von der Oberpfalzbahn der Länderbahn gefahren werden: Im Naabtal von Marktredwitz über Weiden bis Regensburg und nach Osten bis Furth und Lam.

### Unternehmen
Auf Landkreis-Ebene steht der Kreis Schwandorf in der Oberpfalz beim Steueraufkommen unangefochten auf Platz 1. Die Einnahmen sind sogar vergleichbar mit den Landkreisen rund um München. Es existieren 130 große Industriebetriebe  und 15.000 Arbeitsplätze.
Schwandorfs größter Arbeitgeber ist aktuell die meiller direct GmbH. Auch Benteler ist ein großer Arbeitgeber im Landkreis. Der Innovationspark Wackersdorf liegt rund 50 km nördlich von Regensburg inmitten des Oberpfälzer Seenlandes. Auf dem Gelände, das in den 1980er Jahren für eine atomare Wiederaufarbeitungsanlage vorgesehen war, bilden heute neben der BMW AG neun produzierende Zulieferfirmen und drei Dienstleistungsbetriebe den Kreis der Partner am Innovationspark Wackersdorf mit rund 2700 Mitarbeitern. In Teublitz ist dazu eine Zweigstelle der Läpple AG mit ca. 800 Beschäftigten ansässig.

## Gemeinden und Orte
(Fläche in km² am 31. Dezember 2001, Einwohnerzahlen vom 31. Dezember 2024)
| Städte 1. Burglengenfeld (14.569) 2. Maxhütte-Haidhof (12.053) 3. Nabburg (6276) 4. Neunburg vorm Wald (8093) 5. Nittenau (9145) 6. Oberviechtach (4905) 7. Pfreimd (4943) 8. Schönsee (2269) 9. Schwandorf, Große Kreisstadt (29.877) 10. Teublitz (8060) Märkte 1. Bruck in der Oberpfalz (4167) 2. Neukirchen-Balbini (1132) 3. Schwarzenfeld (6251) 4. Schwarzhofen (1368) 5. Wernberg-Köblitz (5494) 6. Winklarn (1366) Weitere Gemeinden 1. Altendorf (882) 2. Bodenwöhr (4221) 3. Dieterskirchen (995) 4. Fensterbach (2390) 5. Gleiritsch (629) 6. Guteneck (802) 7. Niedermurach (1257) 8. Schmidgaden (3103) 9. Schwarzach b.Nabburg (1356) 10. Stadlern (544) 11. Steinberg am See (1948) 12. Stulln (1684) 13. Teunz (1851) 14. Thanstein (960) 15. Trausnitz (897) 16. Wackersdorf (5364) 17. Weiding (461) | Verwaltungsgemeinschaften 1. Nabburg (Stadt Nabburg und Gemeinden Altendorf und Guteneck) 2. Neunburg vorm Wald (mit Sitz in Neunburg vorm Wald; Mitgliedsgemeinden: Märkte Neukirchen-Balbini und Schwarzhofen und Gemeinden Dieterskirchen und Thanstein) 3. Oberviechtach (mit Sitz in Oberviechtach; Mitgliedsgemeinden: Markt Winklarn und Gemeinden Gleiritsch, Niedermurach und Teunz) 4. Pfreimd (Stadt Pfreimd und Gemeinde Trausnitz) 5. Schönsee (Stadt Schönsee und Gemeinden Stadlern und Weiding) 6. Schwarzenfeld (Markt Schwarzenfeld und Gemeinden Schwarzach b.Nabburg und Stulln) 7. Wackersdorf (Gemeinden Steinberg am See und Wackersdorf) Gemeindefreies Gebiet 1. Wolferlohe (6,61 km²) |

Ehemalige gemeindefreie Gebiete:
1. Burglengenfelder Forst (?), wurde nach 1994 aufgelöst
2. Bodenwöhrer Forst (4,92 km²), wurde zum 1. November 2006 aufgelöst und in die Märkte Bruck in der Oberpfalz und Neukirchen-Balbini sowie die Gemeinde Bodenwöhr eingegliedert
3. Einsiedler und Walderbacher Forst (18,70 km²), wurde zum 1. November 2013 aufgelöst und in die Stadt Nittenau, den Markt Bruck in der Oberpfalz sowie die Gemeinden Reichenbach und Walderbach (beide Landkreis Cham) eingegliedert
4. Östlicher Neubäuer Forst (15,71 km²), wurde zum 1. Januar 2017 aufgelöst und in die Märkte Bruck in der Oberpfalz und Neukirchen-Balbini sowie die Stadt Roding und Walderbach (beide Landkreis Cham) eingegliedert.

## Schutzgebiete
Im Landkreis Schwandorf gibt es fünf Naturschutzgebiete, 17 Landschaftsschutzgebiete, 16 FFH-Gebiete und mindestens 63 vom Bayerischen Landesamt für Umwelt ausgewiesene Geotope (Stand August 2016).
Siehe auch:
- Liste der Naturschutzgebiete im Landkreis Schwandorf
- Liste der Landschaftsschutzgebiete im Landkreis Schwandorf
- Liste der FFH-Gebiete im Landkreis Schwandorf
- Liste der Geotope im Landkreis Schwandorf

## Partnerschaften
- Mit dem damaligen Landkreis Görlitz wurde 1991 eine Partnerschaft geschlossen, die nach der 1. Kreisreform 1994 vom Niederschlesischen Oberlausitzkreis übernommen und seit der zweiten Kreisreform 2008 vom neuen Landkreis Görlitz weiter gepflegt wird.[12][13]

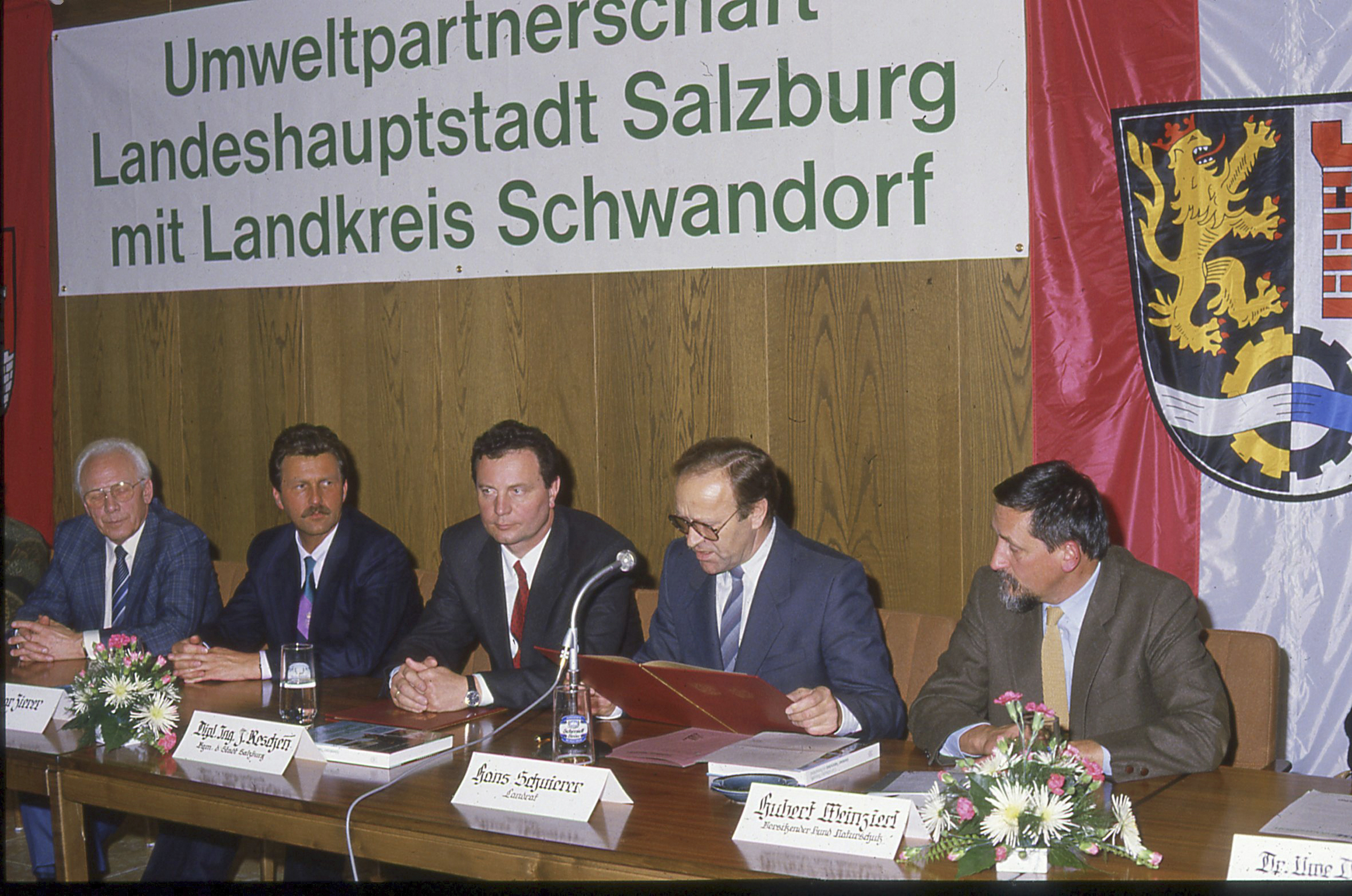
Umweltpartnerschaft Salzburg – Schwandorf 1987

- 1986 schloss der Landkreis Schwandorf mit Salzburg im Kampf gegen die Wiederaufarbeitungsanlage Wackersdorf eine Anti-Atom-Partnerschaft. Der verärgerte Bayerische Ministerpräsident Franz Josef Strauß ließ diese Partnerschaft aufheben, woraufhin 1987 Landrat Hans Schuierer und der Salzburger Bürgermeister Josef Reschen kurzerhand eine Umwelt-Partnerschaft schlossen.[14] Der vehemente Salzburger Widerstand trübte allerdings das Verhältnis zwischen Salzburg und Bayern.[15] Das ging sogar so weit, dass Strauß, der zuvor einen 32 Busse zählenden Salzburger Protestkonvoi zur WAA die Einreise verweigert hatte, von den Salzburger Festspielen ausgeladen und Schuierer dafür eingeladen wurde.[16]

## Kfz-Kennzeichen
Am 1. Juli 1956 wurde der kreisfreien Stadt Schwandorf bei der Einführung der bis heute gültigen Kfz-Kennzeichen das Unterscheidungszeichen SAD zugewiesen. Es wird seit 1972 durchgängig bis heute für den Landkreis ausgegeben. Seit dem 10. Juli 2013 sind auch die Unterscheidungszeichen BUL (Burglengenfeld), NAB (Nabburg), NEN (Neunburg vorm Wald), OVI (Oberviechtach) und ROD (Roding) erhältlich.